# Andrea Molino
Andrea Molino (* 1964 in Turin) ist ein italienischer Komponist und Dirigent.

## Leben und Wirken
Andrea Molino studierte in Turin, Mailand, Venedig, Paris und Freiburg. Er lebt in Paris und Zürich. Als musikalischer Leiter der Pocket Opera Company in Nürnberg 1996–2007 dirigierte er u. a. 1997 die Uraufführung von Alessandro Melchiorres Unreported inbound Palermo und 2000 die Premiere der ersten szenischen Version von Heiner Goebbels Surrogate Cities. Seine Projekte the smiling carcass (1999) über das Thema „Werbung“ und Those Who Speak In A Faint Voice (2001) über die Todesstrafe, entstanden in Zusammenarbeit mit dem italienischen Fotografen Oliviero Toscani. Das Todesstrafen-Projekt wurde in Basel und Nürnberg vom Phoenix Ensemble Basel und in New York und Mailand vom Klangforum Wien aufgeführt.
2000 bis 2006 war Molino künstlerischer Leiter von „Fabrica Musica“, der musikalischen Abteilung des italienischen Forschungszentrums für Kommunikation Fabrica. Die Uraufführung von CREDO, einem multimedialen Musiktheaterwerk über ethnische und religiöse Konflikte, fand im April 2004 am Staatstheater Karlsruhe statt. Danach wurde das Werk in Rom (Stazione Termini) mit dem Orchester des Maggio Musicale Fiorentino aus Anlass des Weltgipfeltreffens der Friedensnobelpreisträger gespielt. Im Juli 2005 eröffnete es das Queensland Music Festival in Brisbane. Sein ebenfalls mit Fabrica entwickeltes multimediales Musiktheaterprojekt Winners wurde, mit ihm selbst als Dirigent, am 22. Juli 2006 beim Brisbane Festival uraufgeführt; die europäische Premiere fand im Oktober 2006 in Paris in der Grande Salle des Centre Pompidou statt.
Für die Saison 2007/2008 war Molino als „Invited Professor and Artist“ bei Le Fresnoy – Studio National des Arts Contemporains, dem französischen Kunstzentrum in Lille, tätig; beim dortigen Festival „Panorama“ präsentierte er im Juni 2008 sein multimediales Projekt un Temps vécu, ou qui pourrait l’être.
Im Oktober 2009 übernahm er die künstlerische Leitung des World Venice Forum, in dem er das Festival „The Garden Of Forking Paths“ gestaltete. Beim Abschlusskonzert in der Basilica die Frari dirigierte er das Orchestra della Fenice in seinem multimedialen Konzert Of Flowers And Flames, für den 25. Jahrestag des Bhopalunglück in Indien. Die Uraufführung von Three Mile Island, über den Atomunfall in Pennsylvania im Jahr 1979, fand 2012 am ZKM Karlsruhe mit den Neuen Vocalsolisten Stuttgart und dem Klangforum Wien statt; die italienische Erstaufführung folgte im Teatro India in Rom. Das Projekt bekam den Music Theatre Now Award 2012.
Seine Oper – qui non c'è perché – (– hier ist kein Warum –, ein Zitat aus Ist das ein Mensch? von Primo Levi) wurde im April 2014 beim Teatro Comunale di Bologna uraufgeführt. Weitere Vorstellungen folgten im Mai 2015 in deSingel in Antwerpen für Vlaamse Opera (Opera XXI Festival).
I want the things, für David Moss, wurde 2020 vom Abbey Theatre in Dublin als Teil des Projektes Dear Ireland gezeigt. November 2021 fand beim Palazzo Madama in Turin die Uraufführung von The Garden of Forking Paths statt, erste öffentliche Verwendung des mit dem Centro di Ricerche RAI entwickelten SWARMS-Plattforms. Die Musik-Videoinstallation Il Senso del Luogo – Montepulciano hat das Cantiere Internazionale d’Arte 2022 in Montepulciano eröffnet.
La vérité, pas toute, für 32 Stimmen, 8 Schlagzeuger, Elektronik und Live-Video wurde im Juli 2023 beim Chigiana International Festival in Siena uraufgeführt.
Zu den jüngsten Projekten als Dirigent gehören die Uraufführung von Mikael Karlssons Melancholia an der Königlichen Schwedischen Oper in Stockholm, die Eröffnung des Chigiana International Festival in Siena mit Luciano Berios Coro und Voci, das
Projekt New York Stories mit dem Sydney Symphony Orchestra, Wozzeck von Alban Berg mit der Regie von William Kentridge und Schostakowitschs Die Nase unter der Regie von Barrie Kosky für Opera Australia am Sydney Opera House, die Uraufführung von Cathy Marstons The Cellist beim Royal Opera House in London. Für Opera Australia hatte er schon u. a. Kròl Roger mit der Regie von Kasper Holten (Green Room Award 2018), Bizets Carmen, Puccinis Tosca und La Bohème (die letztere als Silverstergala 2015 beim Sydney Opera House), Verdis Macbeth und Ein Maskenball (mit der Regie von Àlex Ollé – La Fura dels Baus) dirigiert. Beim Teatro La Fenice eröffnete er 2005 die Musik-Biennale Venedig mit Heiner Goebbels’ Surrogate Cities_Venezia und dirigierte die Uraufführungsproduktionen der Opern Signor Goldoni von Luca Mosca (2007) und Il Killer di Parole von Claudio Ambrosini (2010). Die Konzertsaison 2010 des Teatro La Fenice eröffnete er mit der Uraufführung von Bruno Madernas Requiem (CD Stradivarius, Premio Abbiati 2022).
Molino dirigierte außerdem u. a. das Orchestra del Maggio Fiorentino, die Brüsseler Philharmoniker, die Bochumer Symphoniker, die Badische Staatskapelle Karlsruhe, das Sydney Symphony, das Melbourne Symphony und das Queensland Symphony Orchestra, das BBC SSO Glasgow, das Royal Swedish Orchestra, das Orchester der Malmoe Oper, das Orchestre National du Capitole de Toulouse, das Orchestre National de Lyon u. a. beim Edinburgh International Festival, Wiener Konzerthaus, Berliner Festspiele in der Berliner Philharmonie, Tchaikovsky Hall in Moskau, Sydney Festival, Queensland Music Festival, Brisbane Festival, Copenhagen Opera Festival, Beijing Opera House, Teatro Comunale in Bologna, Teatro dell’Opera in
Rom, Théâtre du Capitole in Toulouse, Opéra de Nancy, Staatstheater Darmstadt, RomaEuropa Festival dirigiert.
Seine Aufnahmen erscheinen u. a. bei Stradivarius (Mailand), ECM (München), Naïve (Paris) und ABC Classics (Sydney) in CD und DVD. Seine Partituren werden bei RAI Com, Nuova Stradivarius und Ricordi verlegt.

## Werke (Auswahl)
- La vérité, pas toute (2023), für 32 Stimmen, 8 Schlagzeuger, 16 mobile Videokameras und live electronics
- Il senso del luogo - Montepulciano (2022), Musik-Videoinstallation
- The Garden of Forking Paths (2021), eine multimediale musikalische Aktion für vier mobile Sprecher, mobiles Saxophonquartett und Instrumentalensemble in live audiovisueller Verbindung
- Chants de fragilité (2021) für solo Violin, video, 16 Violine und Orchester
- A System of Reality (- the looting starts, the shooting starts -) (2020) für solo Viola
- I want the things (2020), Musikvideo für Solo Stimme mit Schlagzeug (für David Moss)
- The Sense of the Place - Dublin (2019), Musikvideo-Serie für Solo Bassklarinette
- - there is no why here - (2014), multimediales Musiktheater für Vokalensemble, Instrumentalensemble, Live Electronics und Live Video
- Three Mile Island (2012), multimediales szenisches Konzert für Vokalensemble, Instrumentalensemble, Live Electronics und Live Video
- Open, Air (2012), für Stimmen, Instrumentalsolisten und Orchester im offenen Raum
- Of Flowers And Flames (2009), multimediales Konzert für Solo-Sarangi (Video), großes Orchester und Live Video für den 25. Jahrestag des Bhopal-Desasters, Indien
- un Temps vécu, ou qui pourrait l'être (2007–2008), multimediales szenisches Konzert für einen Vokalisten, Bassethorn, Schlagzeug, eine Schauspielerin, Live Electronics und Live Video
- Winners (2005–06), multimediale Music Action für 2 Saxofone, 7 Solo-Schlagzeuger, großes Orchester, Live Electronics und Live Video
- Credo (2003–04), multimediales Musiktheater für Gesangs- und Instrumentalsolisten, Schauspieler, großes Orchester, Live Electronics, Live Video und Live Satellitenverbindungen
- Drops On A Hot Stone (2001) für Instrumentalensemble, Live Electronics und Live Video
- Those Who Speak In A Faint Voice (2000–2001) für einen Vokalisten, Saxofon solo, Instrumentalensemble, Live Electronics und Live Video
- Voices (2000) für einen Vokalisten, Instrumentalensemble, Live Electronics und Live Video
- the smiling carcass (1998–99) für einen Vokalisten, 2 Schauspieler, Madrigalensemble, Saxofon solo, Ensemble und Live Electronics
- Earth and Heart Dances (1997) für 5 Schlagzeuger und Live Electronics
- Gesti per un tempo di passione (1996) für 14 Instrumente

## CDs und DVDs (Auswahl)
- Bruno Maderna: Requiem (Carmela Remigio, Sopran; Veronica Simeoni, Mezzosopran; Mario Zeffiri, Tenor; Simone Alberghini, Bass; Chor und Orchestrer des Teatro La Fenice, : Andrea Molino; Stradivarius STR37180, 2022)
- Agony and Ecstasy (Emma Matthews, Soprano; Melbourne Symphony Orchestra, conductor: Andrea Molino; ABC Classics, 2016)
- The Kiss (Nicole Car, Soprano; Opera Australia Orchestra, conductor: Andrea Molino; ABC Classics, 2015)
- Marc Sinan: Hasretim (DVD der Uraufführung, Dresdner Sinfoniker, Dirigent: Andrea Molino; ECM, München, 2013)
- Credo (DVD der Uraufführung, Dirigent: Andrea Molino; Naïve, Paris, 2006)
- Luca Mosca: Signor Goldoni (DVD der Uraufführungsproduktion beim Teatro La Fenice, Venedig; DVD Dynamic 33600, 2008)
- the smiling carcass (Livemitschnitt der Produktion der Pocket Opera Company in Zusammenarbeit mit dem Bayerischen Rundfunk, Dirigent: Andrea Molino; CD Stradivarius STR 33558, 1999)
- Bruno Maderna: Serenata n.2, Concerto per 2 pianoforti (Aldo Orvieto, Marco Rapetti, Pf.; Ex Novo Ensemble, Venedig; Demoé Percussion Ensemble, Aosta, Dirigent: Andrea Molino; CD Stradivarius STR 33536, 1999)
- Earth and Heart Dances (Demoé Percussion Ensemble, Aosta; CD Stradivarius STR 33499, 1998)